# Ernesto Viso
Ernesto José Viso Lossada, född 19 mars 1985 i Caracas, är en venezuelansk racerförare.

## Racingkarriär
Viso tävlade i US Barber Formula Dodge East under 2001, där han blev mästare under sin debutsäsong. Efter en säsong i brittiska Formel Renault under 2002 innan han blev mästare i B-klassen i det brittiska mästerskapet i formel 3 under 2003. Efter att ha kört delar av nästföljande säsong körde Viso formel 3000 under 2004. Viso fortsatte i serien när den ombildades till GP2, där han blev tolva 2005, vilket han följde upp med två sprintracesegrar 2006, samt ett antal fina resultat, vilket gav honom en sammanlagd sjätteplats. 
Han var även tredjeförare och fredagstestare för formel 1-stallet Spyker MF1 i samband med Brasiliens Grand Prix 2006. 
Säsongen 2007 var Viso först utan körning, men fick sedan köra i GP2 för Racing Engineering i ett par race. Han hade då en våldsam krasch på Magny-Cours, som han dock klarade sig i stort sett helskinnad ifrån. Han körde in i Michael Ammermüller, när tysken bromsade när gulflaggor kom ut, Viso körde rakt in i tysken och voltade via räcket ut på andra sidan. En liknande krasch hade racingvärlden inte sett i modern tid, men underlaget bredvid banan var slätt, och Viso klarade sig därför ifrån skador. 2008 tävlade Viso i USA och IndyCar Series för HVM Racing. Han blev fyra i sin andra tävling, vilket var hans enda glädjeämne under debutsäsongen, där han bland annat missade en tävling isolerad på sjukhus för ett smittsamt virus.